# Segurança de rede

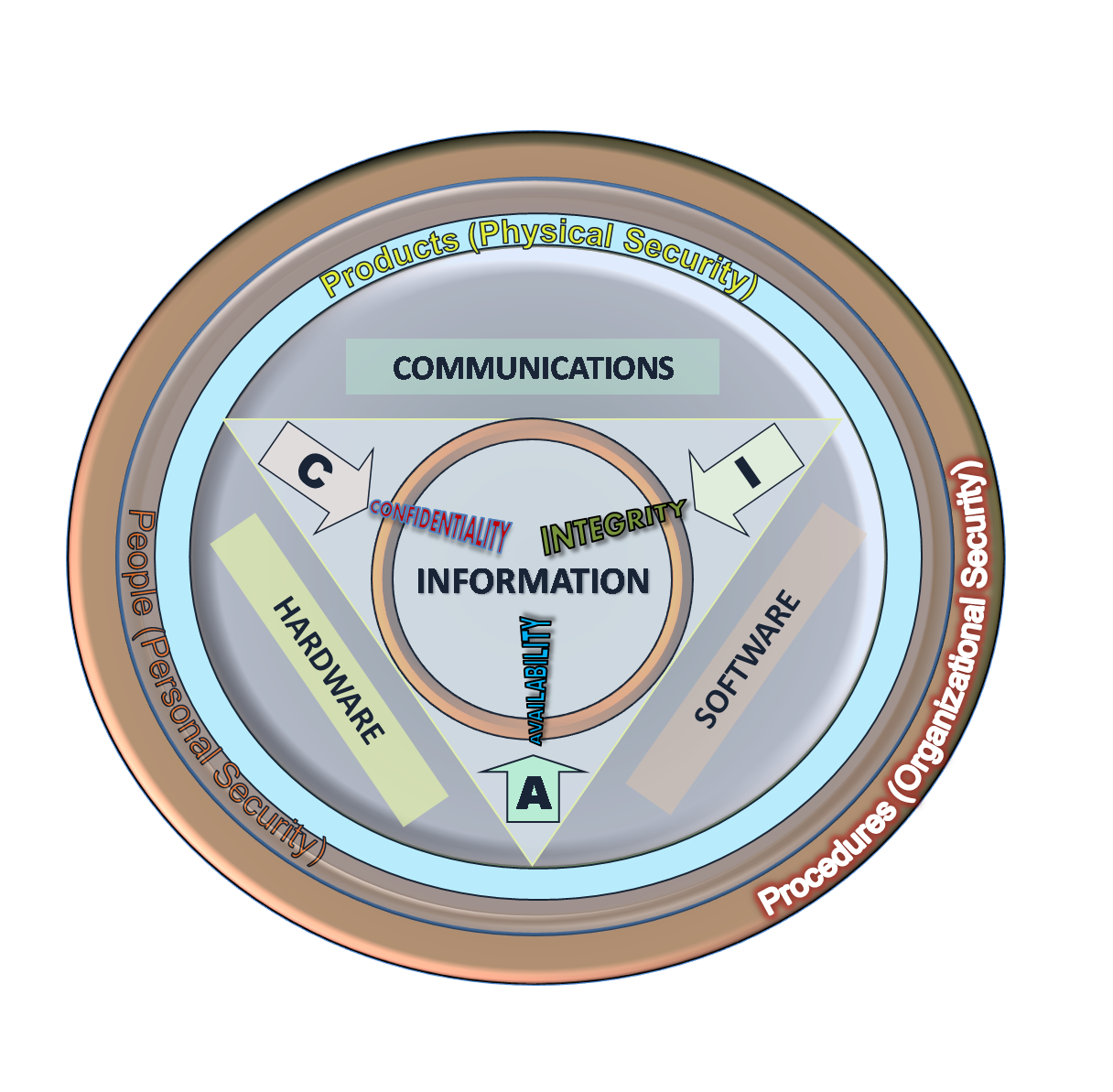
Imagem relevante

No campo de redes, a área de segurança de rede consiste na provisão de políticas, diretrizes e regras adotadas pelo administrador de rede para prevenir e monitorar acesso não autorizado, uso incorreto, modificação ou negação de serviços em uma rede de computadores e seus recursos associados. Como o nome sugere, segurança de rede visa tornar redes seguras, protegendo seus recursos e supervisionando as suas operações. A maneira mais comum e simples de proteger recursos de rede é a autorização de acesso controlada pelo administrador de rede por meio de uma identificação e uma senha, ou outra forma de autenticação, que permite que o usuário acesse os dados e programas autorizados para o seu perfil. Segurança de rede é aplicada a uma variedade de redes de computadores, tanto públicas quanto privadas, que são utilizadas em transações e comunicações entre empresas, organizações, instituições, agências governamentais e indivíduos.

## Conceitos de segurança de rede
Segurança de rede começa com autenticação do usuário, geralmente com um usuário e senha. Já que isto requer apenas um detalhe para autenticar o usuário — a senha, o que é algo que o usuário 'conhece' — isto algumas vezes é chamado de autenticação de um fator.
No caso da autenticação de dois fatores, alguma coisa que o usuário 'tem' também é utilizada (por exemplo, um Token, um dongle, um cartão de crédito ou um telefone celular; já em uma autenticação de três fatores, alguma coisa que o usuário 'é' também é utilizada (impressão digital ou escaneamento de retina).
Uma vez autenticado, um firewall aplica políticas de acesso, como os serviços que são permitidos a serem acessados pelos usuários da rede. Embora efetivo na prevenção de acesso não autorizado, este componente pode falhar na checagem de conteúdo potencialmente perigoso, como worms ou Trojans sendo transmitido pela rede. Um software Antivírus ou um Sistema de prevenção de intrusos '(IPS - Intrusion Prevention System)' ajudam a detectar e inibir as ações deste tipo de malwares. Um Sistema de Detecção de Intrusão baseado em anomalias também pode monitorar a rede e o trafego de rede, procurando por um conteúdo ou comportamento inesperado (suspeito) e outras anomalias para proteger os recursos de, mas não limitado a, um ataque de negação de serviço ou um empregado acessando arquivos em horários estranhos. Eventos individuais que acontecem na rede podem ser registrados para serem auditados e para análises posteriores de alto nível.
A comunicação entre dois hospedeiros utilizando uma rede pode ser encriptada para manter sua privacidade.
A segurança de rede envolve diversas áreas, onde as principais são:
- Criptografia de Chaves Públicas
- Vulnerabilidade em Máquinas de Sistemas Distribuídos
- Vulnerabilidade em Redes Locais e de Grande Escala
- Firewalls
- Sistemas de Detecção de Intrusões - IDS
- Redes Privadas Virtuais ('Virtual Private Network')
- Segurança em Redes Sem Fios
- Controle de roteamento

A Segurança de rede pode ser implementada com o uso de vários mecanismos, como por exemplo:
- Assinatura digital
- Autenticação
- Controle de acesso
- Rótulos de segurança
- Detecção, registro e informe de eventos
- Enchimento de tráfego
- controle de enchimento

## Literaturas adicionais (em inglês)
- Cisco. (2011). What is network security?. Retrieved from cisco.com
- pcmag.com
- Security of the Internet (The Froehlich/Kent Encyclopedia of Telecommunications vol. 15. Marcel Dekker, New York, 1997, pp. 231-255.)
- Introduction to Network Security, Matt Curtin.
- Security Monitoring with Cisco Security MARS, Gary Halleen/Greg Kellogg, Cisco Press, Jul. 6, 2007.
- Self-Defending Networks: The Next Generation of Network Security, Duane DeCapite, Cisco Press, Sep. 8, 2006.
- Security Threat Mitigation and Response: Understanding CS-MARS, Dale Tesch/Greg Abelar, Cisco Press, Sep. 26, 2006.
- Securing Your Business with Cisco ASA and PIX Firewalls, Greg Abelar, Cisco Press, May 27, 2005.
- Deploying Zone-Based Firewalls, Ivan Pepelnjak, Cisco Press, Oct. 5, 2006.
- Network Security: PRIVATE Communication in a PUBLIC World, Charlie Kaufman | Radia Perlman | Mike Speciner, Prentice-Hall, 2002.  ISBN .
- Network Infrastructure Security, Angus Wong and Alan Yeung, Springer, 2009.